# محمد عفیفی مطر
محمد عفیفی مطر (زاده: ۱۹۳۵- درگذشته: ۲۸ ژوئن ۲۰۱۰) شاعر مصری بود.

## زندگی و فعالیت‌ها
محمد عفیفی مطر در ۱۹۳۵ در روستای رامالط العناب در منطقه منوفیای دلتای نیل متولد شد. او ابتدا در منوفه به مدرسه رفت و سپس برای ادامه تحصیل به قاهره رفت و در آنجا به تحصیل در رشته فلسفه در دانشگاه آینه شمس پرداخت.
در طول سلطنت انور سادات، مطر مصر را به سمت عراق ترک کرد برای چندین سال در آنجا با وجود مشکلاتی که با حکومت نظامی داشت زندگی کرد. در طول این دوره تبعید، او کار خود را به عنوان یک شاعر حفظ کرد و یک مجله ادبی به نام القامل را منتشر کرد. او همچنین عضو حزب بعث مصر و یکی از شش نفری بود که در آوریل ۱۹۹۱ در رابطه با اتهام شرکت در یک طرح ضد دولتی دستگیر شدند.

## جوایز و آثار
مطر به عنوان یکی از سخت‌ترین شاعران عرب مدرن شناخته شده‌است.
وی جوایز متعدد فرهنگی در خاورمیانه از جمله جایزه معتبر الوویس را دریافت کرد. او بیش از دوازده جلد شعر در طی عمر خود منتشر کرده‌است.

## درگذشت
عفیفی مطر در قاهره به دلیل بیماری کبد درگذشت.